# Luiz Scortegagna
Dom Luiz Scortegagna (Vicenza, 24 de outubro de 1881 — Aparecida, 1 de dezembro de 1951) foi um bispo católico brasileiro, bispo auxiliar e bispo diocesano da Diocese de Vitória do Espírito Santo.
Filho de Giovani Batista Scortegagna e Mariana Smiderle, imigrantes italianos que se estabeleceram no Travessão Alfredo Chaves. O casal teve cinco filhos: Luiz (Bispo), Marieta, José, Seraphina, Gioavani e Auxílio.
Luiz nasceu a 24/10/1881, na Diocese de Vicenza, Itália. Veio pequeno para o Brasil em companhia da família. Fez os primeiros estudos no Colégio de São José do Pareci Novo e os de Filosofia e Teologia no Seminário Episcopal de Porto Alegre. Dom Cláudio José Gonçalves Ponce de Leão, ordenou-o Sacerdote no dia 30/11/1908, na Catedral de Porto Alegre.
Foi nomeado Pároco de São Francisco de Paula e depois de Cachoeira do Sul. Na vigência da “Sede Vacante” da Diocese de Santa Maria, pela transferência do Bispo Dom Àtico Eusébio da Rocha para Cafelândia, foi eleito Vigário Capitular.
A 19/03/1932 foi eleito Bispo Coadjutor do Espírito Santo, sendo consagrado em Santa Maria no dia 31/07/1932, tomando posse no dia 11/09/1932. Com a renuncia de Dom Benedito de Sousa, Bispo da Diocese do Espírito Santo, D no dia 15/10/1932, Dom Luiz assumiu a Diocese. Dirigiu-a com muito zelo, incrementando a vida religiosa e as obras do apostolado.
Após 43 anos de Sacerdócio, faleceu no Rio de Janeiro, no dia 1º/12/1951, com a idade de 70 anos. O Cardeal Câmara celebrou Missa de corpo presente na Catedral do Rio de Janeiro. À tarde seus restos mortais foram transladados, em avião especial, para Vitória, onde, após solenes exéquias, foi sepultado. .